# Bagaudski rat
Sredinom 285. godine, seljaci Galije zajedno s robovima, nadničarima i gradskom sirotinjom su se pobunili zbog visokih poreza i svakodnevnog tlačenja od strane Rimljana i otpočeli pod nazivom bagaudi (na keltskom, ratoboran, ubojit) rat protiv Rimskog Carstva. Na čelo bagauda su se stavili Elijan i Amand, koji su se proglasili i carevima. Podigli su logor na ušću rijeke Marne u Senu.
Po nalogu cara Dioklecijana, pobunu je slomio Valerije Maksimilijan 286. godine poslije žestokih borbi. Međutim, bagaudski pokret je trajao sve do sloma Rimskog Carstva i iz Galije je prenesen u sjevernu Španjolsku i sjevernu Italiju.